# 孫敬 (成化進士)
孫敬（1432年—？），字一之，山東青州府安丘縣人，明朝政治人物。進士出身。

## 生平
山東鄉試第五十二名。成化二年（1466年）丙戌科會試第一百二十一名，殿試登進士第三甲第二十二名。

## 家族
曾祖孫公美。祖父孫士賢。父亲孫福。